# Schwenckia novaveneciana
Schwenckia novaveneciana är en potatisväxtart som beskrevs av L.A.F. de Carvalho. Schwenckia novaveneciana ingår i släktet Schwenckia och familjen potatisväxter. Inga underarter finns listade i Catalogue of Life.